# St. Wolfgang und St. Jakobus (Holzhausen)

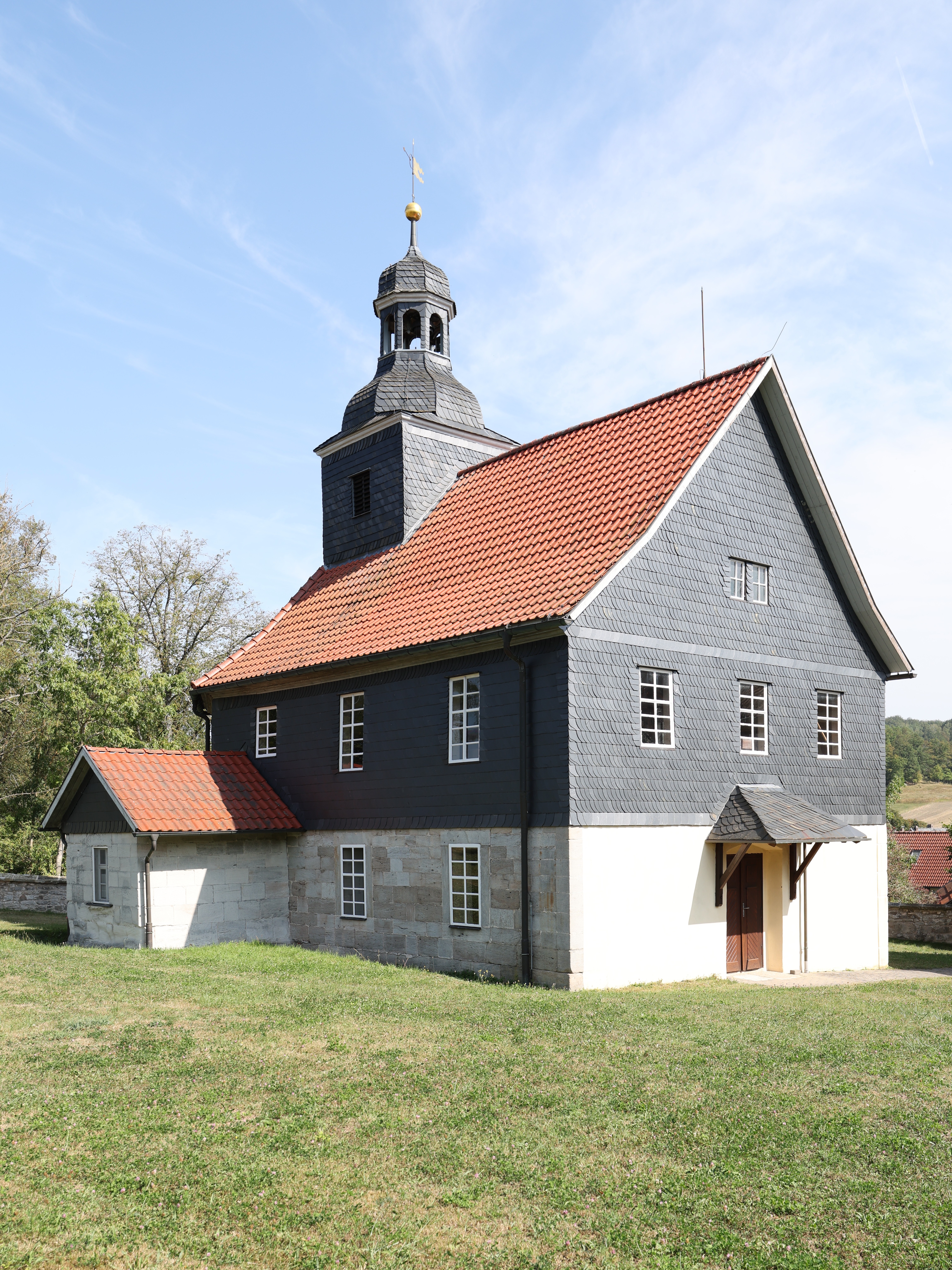
St. Wolfgang und St. Jakobus in Holzhausen

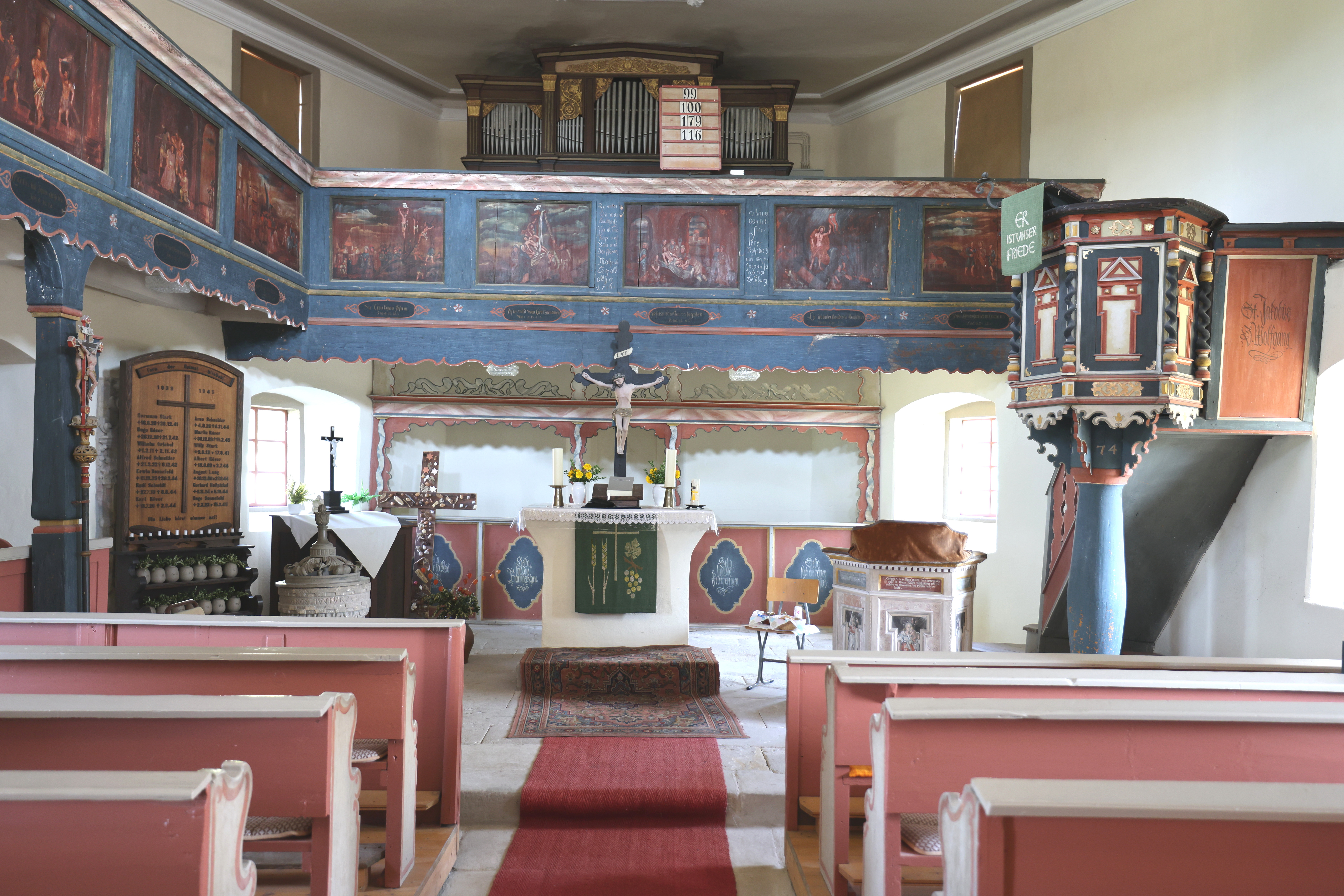
Altarraum

Die denkmalgeschützte evangelisch-lutherische Dorfkirche St. Wolfgang und St. Jakobus steht auf einer Anhöhe oberhalb des Dorfes, umgeben vom Friedhof, im Ortsteil Holzhausen der Stadt Heldburg im Landkreis Hildburghausen in Thüringen.
Ursprünglich stand auf dem Grundstück der jetzigen Kirche eine kleine Kapelle, die 1462 urkundlich erwähnt wurde. Sie war Tochterkirche der Stadt Heldburg. 1722 wurde die Kapelle umgebaut und war bis zum Ende des 19. Jahrhunderts Pfarrkirche. Heute gehört sie zum Pfarramt Westhausen.
Auf den Emporenfeldern sind zwanzig Bilder der biblischen Geschichte dargestellt. Der Taufstein mit der Jahreszahl 1666 wurde von der Kapelle übernommen. Der Altar steht unterhalb der Empore.